# Hunnewell (Kansas)
Pour les articles homonymes, voir Hunnewell.
Hunnewell est une ville américaine située dans le comté de Sumner, au Kansas. Selon le recensement de 2020, sa population est de 44 habitants.